# Quadrigyrus guptai
Quadrigyrus guptai is een soort haakworm uit het geslacht Quadrigyrus. De worm behoort tot de familie Quadrigyridae. Quadrigyrus guptai werd in 1992 beschreven door S. P. Gupta & Gunjan-Sinh.